# Taky Marie-Divine Kouamé
Taky Marie-Divine Kouamé (Créteil, 30 luglio 2002) è una pistard francese, vincitrice del titolo mondiale 2022 dei 500 metri a cronometro.

## Palmarès

### Pista
- 2017

Campionati francesi, Velocità a squadre Junior (con Mathilde Gros)
- 2019

Campionati del mondo, 500 metri a cronometro Junior
- 2021

Campionati francesi, 500 metri a cronometro
Campionati francesi, Keirin
Campionati francesi, Velocità
Grenchen, Keirin
- 2022

Campionati europei, 500 metri a cronometro Under-23
Campionati francesi, 500 metri a cronometro
Campionati del mondo, 500 metri a cronometro
- 2023

Belgian Track Meeting, Keirin
- 2024

Campionati francesi, 500 metri a cronometro
Campionati francesi, Keirin
Campionati francesi, Velocità
Belgian Track Meeting, Keirin
Campionati europei, 500 metri a cronometro Under-23
Campionati europei, Velocità Under-23

## Piazzamenti

### Competizioni mondiali
- Campionati del mondo su pista

Francoforte sull'Oder 2019 - Velocità Junior: 5ª
Francoforte sull'Oder 2019 - 500 metri a cronometro Junior: vincitrice
Francoforte sull'Oder 2019 - Keirin Junior: 13ª
Saint-Quentin-en-Yvelines 2022 - Velocità a squadre: 5ª
Saint-Quentin-en-Yvelines 2022 - Velocità: 12ª
Saint-Quentin-en-Yvelines 2022 - 500 metri a cronometro: vincitrice
Saint-Quentin-en-Yvelines 2022 - Keirin: 8ª
Glasgow 2023 - Velocità a squadre: 9ª
Glasgow 2023 - Velocità: 15ª
Glasgow 2023 - 500 metri a cronometro: 10ª
Glasgow 2023 - Keirin: 23ª
- Giochi olimpici

Parigi 2024 - Velocità: 16ª
Parigi 2024 - Keirin: 27ª

### Competizioni europee
- Campionati europei su pista

Gand 2019 - Velocità a squadre Junior: 4ª
Gand 2019 - Velocità Junior: 3ª
Gand 2019 - 500 metri a cronometro Junior: 3ª
Gand 2019 - Keirin Junior: 3ª
Fiorenzuola d'Arda 2020 - Velocità a squadre Junior: 5ª
Fiorenzuola d'Arda 2020 - Velocità Junior: 2ª
Fiorenzuola d'Arda 2020 - Keirin Junior: 2ª
Fiorenzuola d'Arda 2020 - 500 metri a cronometro Junior: 3ª
Apeldoorn 2021 - Velocità Under-23: 4ª
Apeldoorn 2021 - 500 metri a cronometro Under-23: 7ª
Apeldoorn 2021 - Keirin Under-23: 11ª
Anadia 2022 - Velocità Under-23: 3ª
Anadia 2022 - 500 metri a cronometro Under-23: vincitrice
Anadia 2022 - Keirin Under-23: 2ª
Monaco di Baviera 2022 - Velocità a squadre: 4ª
Monaco di Baviera 2022 - Velocità: 7ª
Monaco di Baviera 2022 - 500 metri a cronometro: 8ª
Monaco di Baviera 2022 - Keirin: 11ª
Grenchen 2023 - Velocità: 7ª
Grenchen 2023 - Velocità a squadre: 4ª
Grenchen 2023 - Keirin: 9ª
Grenchen 2023 - 500 metri: 2ª
Apeldoorn 2024 - 500 metri: 2ª
Apeldoorn 2024 - Velocità: 8ª
Apeldoorn 2024 - Velocità a squadre: 5ª
Apeldoorn 2024 - Keirin: 6ª
Cottbuss 2024 - 500 metri Under-23: vincitrice
Cottbuss 2024 - Velocità Under-23: vincitrice
Cottbuss 2024 - Keirin Under-23: 5ª